# Ngawang Jampäl Tsültrim Gyatso
Ngawang Jampäl Tsültrim Gyatso (Lintan (Gannan), (1792 - 1862/1864) was een Tibetaans geestelijke en regent. Hij kwam uit Lintan in Chone in Kham, tegenwoordig in de Autonome Tibetaanse Prefectuur Gannan in Gansu.
Hij was de tweede Tsemönling rinpoche en de drieënzeventigste Ganden tripa van 1837 tot 1843 en daarmee de hoofdabt van het klooster Ganden en hoogste geestelijke van de gelugtraditie in het Tibetaans boeddhisme.
Hij was regent van Tibet van 1819 tot 1844.